# Leichtathletik-Länderkämpfe mit bundesdeutscher Beteiligung 1989
| Leichtathletik-Länderkämpfe mit bundesdeutscher Beteiligung 1989             | Leichtathletik-Länderkämpfe mit bundesdeutscher Beteiligung 1989 | Leichtathletik-Länderkämpfe mit bundesdeutscher Beteiligung 1989 | Leichtathletik-Länderkämpfe mit bundesdeutscher Beteiligung 1989 |
| ---------------------------------------------------------------------------- | ---------------------------------------------------------------- | ---------------------------------------------------------------- | ---------------------------------------------------------------- |
|                                                                              |                                                                  |                                                                  |                                                                  |
| 1. Länderkampf 1989, Werfer (Männer): ITA – FRG – BGR – GBR – HUN            |                                                                  |                                                                  |                                                                  |
| Spoleto 28. Mai 1989                                                         | Spoleto 28. Mai 1989                                             | 1. FRG 2. BGR 3. ITA 4. HUN 5. GBR                               | 57 P 51 P 43 P 40 P 33 P                                         |
| 2. Länderkampf 1989, Werfer (Frauen): ITA – FRG – BGR – GBR – HUN            |                                                                  |                                                                  |                                                                  |
| Spoleto 28. Mai 1989                                                         | Spoleto 28. Mai 1989                                             | 1. FRG 2. BGR 3. HUN 4. GBR 5. ITA                               | 51 P 37 P 31 P 29 P 20 P                                         |
| 3. Länderkampf 1989, Männer: GBR – FRG – URS – USA                           |                                                                  |                                                                  |                                                                  |
| Birmingham 23./24. Juni 1989                                                 | Birmingham 23./24. Juni 1989                                     | 1. USA 2. GBR 3. URS 4. FRG                                      | 216 P 191 P 172 P 152 P                                          |
| 4. Länderkampf 1989, Frauen: GBR – FRG – URS – USA                           |                                                                  |                                                                  |                                                                  |
| Birmingham 23./24. Juni 1989                                                 | Birmingham 23./24. Juni 1989                                     | 1. URS 2. USA 3. GBR 4. FRG                                      | 170 P 160 P 119 P 99 P                                           |
| 5. Länderkampf 1989, Geher (Männer): FRA – FRG – GDR – GBR – ITA – SWE – ESP |                                                                  |                                                                  |                                                                  |
| Laval, Département 0000Mayenne 25. Juni 1989                                 | Laval, Département 0000Mayenne 25. Juni 1989                     | 1. ESP 2. FRA 3. ITA 4. FRG 5. GBR 6. SWE 7. GDR                 | 102 P 96 P 86 P 61 P 45 P 38 P 17 P                              |
| 6. Länderkampf 1989, Geher (Frauen): FRA – FRG – GDR – GBR – ITA – SWE – ESP |                                                                  |                                                                  |                                                                  |
| Laval, Département 0000Mayenne 25. Juni 1989                                 | Laval, Département 0000Mayenne 25. Juni 1989                     | 1. ITA 2. ESP 3. SWE 4. GDR 5. FRA 6. GBR 7. FRG                 | 56 P 46 P 42 P 32 P 26 P 15 P 14 P                               |
| 7. Länderkampf 1989, Springer/Werfer (Frauen): GBR – FRG                     |                                                                  |                                                                  |                                                                  |
| London 28. Juni 1989                                                         | London 28. Juni 1989                                             | 1. GBR 2. FRG                                                    | 31 P 24 P                                                        |
| 8. Länderkampf 1989, Läufer (Männer): FRG – KEN                              |                                                                  |                                                                  |                                                                  |
| Rhede 30. Juli 1989                                                          | Rhede 30. Juli 1989                                              | 1. FRG 2. KEN                                                    | 105 P 98 P                                                       |
| 9. Länderkampf 1989, U23 (Männer): FRA – FRG – ESP                           |                                                                  |                                                                  |                                                                  |
| Nizza 26. August 1989                                                        | Nizza 26. August 1989                                            | 1. FRA 2. FRG 3. ESP                                             | 191 P 149 P 103 P                                                |
| 10. Länderkampf 1989, U23 (Frauen): FRA – FRG – ESP                          |                                                                  |                                                                  |                                                                  |
| Nizza 26. August 1989                                                        | Nizza 26. August 1989                                            | 1. FRG 2. FRA 3. ESP                                             | 137 P 113 P 80 P                                                 |
| 11. Länderkampf 1989, Straßenlauf (Männer): SUI – FRG – FRA – NLD            |                                                                  |                                                                  |                                                                  |
| Grenchen 9. September 1989                                                   | Grenchen 9. September 1989                                       | 1. FRA 2. FRG 3. SUI 4. NLD                                      | 5:10:18 h 5:12:31 h 5:13:31 h 5:15:17 h                          |
| 12. Länderkampf 1989, Straßenlauf (Frauen): SUI – FRG – FRA – NLD            |                                                                  |                                                                  |                                                                  |
| Grenchen 9. September 1989                                                   | Grenchen 9. September 1989                                       | 1. FRG 2. FRA 3. NLD 4. SUI                                      | 2:36:19 h 2:36:36 h 2:37:16 h 2:38:39 h                          |
| Chronik                                                                      |                                                                  |                                                                  |                                                                  |
| ← Länderkämpfe 1988                                                          | ← Länderkämpfe 1988                                              | Länderkämpfe 1990 →                                              | Länderkämpfe 1990 →                                              |

Im Jahr 1989 wurden zwölf Leichtathletikländerkämpfe mit bundesdeutscher Beteiligung in zwölf Veranstaltungen ausgetragen. Das waren neun Vergleiche weniger als im Vorjahr. Die größte Anzahl von 27 Begegnungen hatte es 1974 gegeben.
Nicht berücksichtigt sind Veranstaltungen wie der sogenannte „Lugano-Cup“, ein Weltcup der Geher unter dem Dach des Weltleichtathletikverbands (früher: IAAF), der ab 1965 unter Regie des Europäischen Leichtathletikverbands durchgeführte Leichtathletik-Europacup sowie ähnliche Events. Hier handelt es sich um Veranstaltungen, die als eigene Wettbewerbe ähnlich wie auch der Leichtathletik-Continentalcup (ab 1989) und der Geher-Europacup (ab 1996) außerhalb der üblichen Länderkämpfe durchgeführt wurden.
Aufgeführt sind hier die Länderkämpfe bundesdeutscher Leichtathleten. Die Sportler der DDR führten nach der deutschen Teilung im Jahr 1949 eigene Veranstaltungen durch.
Wie im Vorjahr auch schon bestanden nur noch vier der Vergleiche in dieser Saison aus dem allgemeinen leichtathletischen Programm, wobei zwei davon speziell für die Altersgruppe U23 reserviert waren. Die Tendenz im Länderkampfprogramm war weiter auf dem Weg, mehr Vergleiche in Teilbereichen der Leichtathletik auszutragen als in Veranstaltungen mit dem kompletten Programm, was hier in acht Fällen zutraf. Dort standen die Wettbewerbsbereiche Werfen (2 Vergleiche), Sprung/Wurf (1), Laufen (1), Gehen (2) und Straßenlauf (2) auf dem Programm. Männer und Frauen bestritten je sechs Länderkämpfe.
Von den Frauenbegegnungen fanden zwei als Veranstaltungen allgemeiner leichtathletischer Disziplinen statt, darunter ein Vergleich für die Altersgruppe U23. Eine gab es im Werfen, die Geherinnen und Straßenläuferinnen waren ebenfalls einmal an der Reihe. Außerdem wurde eine weitere Begegnung als gemischter Vergleich der Springerinnen und Werferinnen ausgetragen.
Ebenfalls zwei der Männerbegegnungen waren Wettkämpfe mit den allgemeinen leichtathletischen Disziplinen, darunter auch hier ein Vergleich für die Altersgruppe U23. Die Werfer, Geher und Straßenläufer trugen wie bei den Frauen je einen Länderkampf aus. Darüber hinaus gab es einen Vergleich speziell für die Läufer.

## Saisonhöhepunkt
In diesem Jahr lagen keine Olympischen Spiele, Welt- oder Europameisterschaften an. So blieben als wichtigste internationale Höhepunkte der Europacup am 5. und 6. August in Gateshead sowie der Weltcup vom 8. bis 10. September in Barcelona. Auch in diesem Jahr konnten sich die bundesdeutschen Frauen- und Männerteams nicht für die Wettkämpfe des Weltcups qualifizieren. Im Europacup platzierten sich bei den Frauen die DDR, die Sowjetunion und Großbritannien vor der Bundesrepublik Deutschland. Die bundesdeutschen Frauen wurden damit wie 1987 Vierte. Die bundesdeutschen Männer rutschten im Vergleich zu 1987 von Platz vier auf sechs um zwei Ränge nach unten. Die britischen Männer lagen am Ende vor der DDR und der UdSSR ganz vorn. Im Weltcup starteten sechs bundesdeutsche Leichtathleten (drei Männer, drei Frauen) für das Team Europa.

## Bilanz
In der Saison 1989 gab es für die bundesdeutschen Männer in ihren sechs Länderkämpfen mit vier Niederlagen zwei verlorene Vergleiche weniger als im Vorjahr – bei nur sechs statt zehn Vergleichen – und vier weniger als 1974, dem Jahr mit den meisten Niederlagen, in dem es allerdings zwölf Länderkämpfe mehr gegeben hatte als 1989:
- Ländervergleich gegen Großbritannien, die Sowjetunion und die USA am 23./24. Juni in Birmingham (Platz vier hinter den USA, Großbritannien und der Sowjetunion)
- Geher-Vergleich gegen Frankreich, die DDR, Großbritannien, Italien, Schweden und Spanien am 25. Juni in Laval, Département Mayenne (Platz vier hinter Spanien, Frankreich und Italien)
- U23-Ländervergleich gegen Frankreich, und Spanien am 26. August in Nizza (Platz zwei hinter Frankreich)
- Straßenlauf-Vergleich gegen die Schweiz, Frankreich und die Niederlande am 9. September in Grenchen (Platz zwei hinter Frankreich)

Die beiden weiteren Männerbegegnungen entschieden die bundesdeutschen Athleten für sich. Die Siege resultierten aus einer Begegnung der Werfer sowie aus einem Vergleich der Läufer.
Damit wiesen die Männer wie 1976, 1977, 1979, 1980, 1982, 1987 und 1988 eine negative Bilanz auf. Am Ende der Saison hatte die bundesdeutsche Mannschaft in ihren nun insgesamt 444 Vergleichen 308 Siege und vier Unentschieden erzielt sowie 132 Niederlagen erlitten.
Für die Frauen kamen in ihren sechs Länderkämpfen zu drei Siegen und drei Niederlagen, das war bei fünf Vergleichen weniger dieselbe Anzahl verlorener Länderkämpfe wie im Vorjahr. Folgende Länderkämpfe der Frauen gingen verloren:
- Ländervergleich gegen Großbritannien, die Sowjetunion und die USA am 23./24. Juni in Birmingham (Platz vier hinter der Sowjetunion, den USA und Großbritannien)
- Geher-Vergleich gegen Frankreich, die DDR, Großbritannien, Italien, Schweden und Spanien am 25. Juni in Laval, Département Mayenne (Platz sieben hinter Italien, Spanien, Schweden, der DDR, Frankreich und Großbritannien)
- Springer-/Werfer-Vergleich gegen Großbritannien am 28. Juni in London

Die Bilanz war bei drei Siegen und drei Niederlagen diesmal ausgeglichen.
Damit hatten die deutschen Frauen seit 1928 in nun 217 Aufeinandertreffen insgesamt 126 Siege errungen, vier Unentschieden erzielt und 87 Niederlagen hinnehmen müssen.
In der Gesamtsumme aller ihrer Länderkämpfe hatten die deutschen Leichtathleten von 661 Vergleichen 434 gewonnen, 219 verloren und acht Unentschieden erzielt. 65 der Niederlagen stammten dabei aus 35 zweiten Plätzen, zwanzig dritten, sechs vierten, zwei fünften Rängen und einem siebten Platz sowie einer Platzierung ohne Wertung hinter vier Gegnerteams in Begegnungen mit mehr als zwei Nationen.

## Bedeutung der Länderkämpfe in der Leichtathletik
Der Stellenwert von Länderkämpfen war in den letzten Jahren erheblich gesunken, daran hatte sich auch 1989 nichts geändert. Die Konkurrenz anderer Veranstaltungen war groß und sollte weiter wachsen. In den vergangenen Jahren waren neue Wettkampfformen hinzugekommen wie der schon länger praktizierte Europacup und der Weltcup (später Continentalcup). 1983 waren auch die anfangs im Abstand von vier Jahren durchgeführten Weltmeisterschaften dazugekommen, die ab 1991 im zweijährigen Rhythmus ausgetragen werden sollten. Außerdem gab es Europa- und Weltcupveranstaltungen für Teildisziplinen der Leichtathletik wie dem Gehen (Lugano-Cup) und dem Mehrkampf, die mehr Aufmerksamkeit auf sich zogen als die früher hoch im Kurs stehenden Länderkämpfe. Die Bedeutung einzelner Sportfeste, die für die Sportler im Hinblick auf Prämien für den Antritt, für Siege und für Rekorde immer lukrativer wurden, nahm sukzessive zu. Hier sind unter anderem Events wie Weltklasse Zürich, ISTAF Berlin, ASV-Sportfest Köln oder Sportfeste in Stockholm, Oslo, Monaco, … zu nennen, die später als IAAF Super Grand Prix, IAAF Golden League und Diamond League noch erheblich bedeutsamer wurden.
So wurden in den 1950er, 1960er und beginnenden 1970er Jahren Länderkämpfe noch teilweise als Live-Sendung im Fernsehen übertragen, was danach nicht mehr der Fall war, weil die Aufmerksamkeit in der Leichtathletik auf andere oben genannte Bereiche überging. Die Gewichtung sollte sich in den kommenden Jahren noch viel mehr auf Veranstaltungen verschieben, in denen der Fokus stärker auf die Einzelsportler und Staffeln gerichtet war. Länderkämpfe und Ländervergleiche auch in Form von Europacup und Weltcup spielten dabei abgesehen von der Beachtung durch ein Fachpublikum eine in den kommenden Jahren zunehmend untergeordnete Rolle. Neben bestimmten klassischen Sportfesten mit hohen Prämien ragten dabei vor allem die Wettbewerbe bei Olympischen Spielen, Europameisterschaften und ab 1983 bei Weltmeisterschaften heraus.
Die Anzahl der Länderkämpfe war in diesem Jahr zum ersten Mal deutlich geringer als zuvor. Die Verbände suchten darüber hinaus andere Formen mittels Veranstaltungen mit eingeschränkten Teilbereichen und Begegnungen mit mehreren Gegnern gleichzeitig, die an einem Tag durchgeführt wurden. So gab es keinen einzigen der früher klassischen Zweiländerkämpfe mit dem allgemeinen leichtathletischen Programm. Häufig kam es zu einer Besetzung der Wettbewerbe durch Teilnehmer aus der zweiten Reihe. Einerseits sollten die Toppathleten nicht überbelastet werden, andererseits hatten die Sportler aus dem Spitzenbereich auch kein Interesse an diesen Wettkämpfen, in denen es keine finanziellen Anreize gab und die auf kein allzu großes Öffentlichkeitsinteresse stießen.

## Verschiedene Formen von Länderkämpfen
Es gab weiterhin eine Reihe verschiedener Arten von Länderkämpfen:
- Vergleiche mit einer Mischung von Disziplinen aus dem allgemeinen leichtathletischen Programm
Das war die klassische Form von Ländervergleichen. Jede Nation war in der Regel mit zwei Athleten je Disziplin vertreten. Bei den Männern waren hier zwanzig Wettbewerbe zum Standard geworden. Allerdings wurden die beiden Langstrecken über 5000 und 10.000 Meter inzwischen verkürzt als Rennen über 3000 und 5000 Meter durchgeführt. Aus dem olympischen Wettbewerbskatalog fehlten demnach in der Regel nur der 10.000-Meter-Lauf, der Marathonlauf, die beiden Gehwettbewerbe und der Zehnkampf.
Der Länderkampfdisziplinkatalog bei den Frauen hatte bis 1968 standardmäßig aus elf Disziplinen bestanden und war mit den damals bei Olympischen Spielen angebotenen Frauenwettbewerben identisch. Von 1969 an gab es hier Veränderungen: Mit dem 1500-Meter-Lauf sowie der 4-mal-400-Meter-Staffel wurden zwei neue Wettbewerbe, die bei den Europameisterschaften 1969 in das Programm aufgenommen worden waren, mit in den Katalog der Frauenländerkämpfe integriert. Damit erhöhte sich die Zahl der Disziplinen auf dreizehn. Neu hinzu kamen nun immer häufiger auch Rennen über 3000 Meter und 400 Meter Hürden, zwei Laufdiszipziplinen, die im Vorjahr olympisch geworden waren. In Angleichung an das Männerprogramm wurde der 3000-Meter-Lauf 1996 durch den 5000-Meter-Lauf abgelöst.
In seltenen Fällen gab es in Länderkämpfen sowohl bei den Frauen als auch bei den Männern Abweichungen vom Standard in Form von Hinzunahme oder Weglassen einzelner Disziplinen.
- Vergleiche in Teildisziplinen der Leichtathletik:
  - Vergleiche im Mehrkampf – bei den Frauen im Siebenkampf, bei den Männern im Zehnkampf
Die Zahl der Vertreter je Land war dabei nicht standardisiert. In der Regel wurden von den gestarteten Teilnehmern nicht alle gewertet. Bei vier Vertretern je Disziplin beispielsweise wurden meist die drei Besten gewertet.
  - Vergleiche der Geher
Diese Begegnungen fanden bei den Männern meist in Form von Straßengehen statt. Es kamen zwei Disziplinen zur Austragung, ein Wettkampf über 20 Kilometer und ein Wettkampf über eine längere Distanz, die manchmal über 35 und manchmal über 50 Kilometer führte. Der Trend ging hier jedoch eindeutig zur Distanz von 35 Kilometern.
1976 kam das Gehen auch für die Frauen ins Länderkampfprogramm. Ausgetragen wurde dabei anfangs ein Wettbewerb über 5000 Meter, 1976 auf der Straße, später wechselweise auf der Bahn oder auf der Straße. Es gab dann auch Wettbewerbe über eine Streckenlänge von zehn Kilometern. Das Gehen für Frauen hatte inzwischen Fuß gefasst in der Leichtathletik. Bei Olympischen Spielen gab es 1992 in Barcelona zum ersten Mal einen Geher-Frauenwettbewerb, bei Europameisterschaften war das schon in 1986 in Stuttgart zum ersten Mal der Fall.
Bezüglich der Teilnehmerzahl je Land und Wettbewerb wurde verfahren wie in den Mehrkämpfen.
  - Vergleiche im Straßenlauf
Bis einschließlich 1980 wurde ein Rennen über dreißig Kilometer ausgetragen. 1981 war die Streckenlänge auf 25 Kilometer gekürzt worden, 1982 fand das Rennen noch einmal über dreißig Kilometer statt. Auch hier wurde bezüglich der Teilnehmerzahl je Land verfahren wie in den Mehrkämpfen. Ab 1982 trugen auch die Frauen Straßenlauf-Länderkämpe über 25 Kilometer aus und die Männern starteten nach 1982 in der Regel nun ebenfalls über diese etwas kürzere Distanz. Für die Frauen wurde die Streckenlänge 1989 auf fünfzehn Kilometer verkürzt.
Vereinzelt hatte es hier auch Länderkämpfe im Halbmarathon und über die Marathon-Distanz gegeben.
  - Vergleiche im Bereich Lauf
Diese Art von Länderkämpfen war 1984 zum ersten Mal durchgeführt worden. Danach gab es erst in  dieser Saison wieder einen reinen Läufervergleich.
  - Vergleiche im Crosslauf
Diese Länderkampfform wurde in der Saison 1985 zum ersten und einzigen Mal ausgetragen. Die Streckenlängen waren bei bis zu 9000 Metern für Frauen und Männer unterschiedlich. Bezüglich der Teilnehmerzahl je Land wurde verfahren wie in den Mehrkämpfen. 1986 und 1989 fanden keine Crosslauf-Länderkämpfe statt.
  - Vergleiche in den Disziplinen Sprung und/oder Wurf/Stoß
Die Werfer trugen in diesem Jahr Länderkämpfe aus und auch einen kombinierten Wettkampf gab es bei den Frauen.

## Austragungsform und Wertungsmodus
In der Vergangenheit wurden Länderkämpfe mit dem allgemeinen leichtathletischen Programm in der Regel mit zwei Vertretern pro Land und Disziplin durchgeführt. In einigen Vergleichen wurden wie schon in den Jahren zuvor drei Teilnehmer je Land und Wettbewerb eingesetzt. Die Regeln zur Punktevergabe wurden dabei durchgängig so angewendet, dass der Letztplatzierte einen Punkt erhielt, die weiteren Athleten in den Platzierungen jeweils aufwärts bis hin zu Rang zwei einen Punkt mehr. Der Erstplatzierte bekam zwei Punkte mehr gutgeschrieben als der Athlet auf Platz zwei. Für Länderkämpfe mit zwei Vertretern je Land und Disziplin bedeutete das: Platz 1: 5 P, Pl. 2: 3 P, Pl. 3: 2 P, Pl. 4: 1 P. Bei drei Vertretern je Land und Disziplin ergab sich folgende Punktevergabe: Platz 1: 7 P, Pl. 2: 5 P, Pl. 3: 4 P, Pl. 4: 3 P, Pl. 5: 2 P, Pl. 6: 1 P. Für die Staffeln gab es durchgängig fünf zu zwei Punkte.
Die Regeln zur Punktevergabe wurden ohne Ausnahme nach diesem standardisierten Wertungssystem angewendet. In weiteren Begegnungen mussten aufgrund anderer Rahmenbedingungen – mehr als zwei Teilnehmer je Nation in der Wertung oder mehr als ein Gegnerland – andere Regeln zur Punktevergabe zur Anwendung kommen. In den Mehrkämpfen wurden die Begegnungen entweder wie in anderen Begegnungen über die Platzierungen oder die Addition der im Wettkampf erzielten Punkte gewertet. Ähnlich wurde in den Straßenlauf-Länderkämpfen verfahren. Dort wurde entweder über die Platzierungen oder über die Addition der erzielten Zeiten gewertet.

## Zahl der Länderkämpfe
In diesem Jahr gab es bei Frauen und Männern keine Veranstaltungen, in denen mehr als zwei Nationen in getrennten Wertungen antraten. So ist in diesem Jahr die Zahl der Länderkämpfe identisch mit der Zahl von Veranstaltungen.

## Werfer-Länderkampf der Männer gegen Italien, Bulgarien, Großbritannien und Ungarn
Im ersten Länderkampf des Jahres 1989 trafen sich die männlichen Werfer aus Italien, der Bundesrepublik Deutschland, Bulgarien, Großbritannien und Ungarn. Der Wettkampf wurde am 28. Mai in Spoleto, Umbrien, ausgetragen. In dieser Zusammensetzung waren die Mannschaften zuvor noch nicht aufeinander getroffen. Die bundesdeutschen Athleten siegte mit 57 Punkten vor Bulgarien (51 Punkte) und Italien (43 Punkte). Ungarn belegte mit vierzig Punkten Platz vier und Großbritannien wurde mit 33 Punkten Fünfter und Letzter.
Auch die Frauen führten parallel am selben Ort einen Werfer-Länderkampf durch.

## Werfer-Länderkampf der Frauen gegen Italien, Bulgarien, Großbritannien und Ungarn
Auch die bundesdeutschen Werferinnen traten wie ihre männlichen Kollegen am 28. Mai in Spoleto im Länderkampf Nummer zwei gegen Italien, Bulgarien, Großbritannien und Ungarn an. Unter den Frauenteams hatte es in dieser Konstellation zuvor ebenfalls noch kein Aufeinandertreffen gegeben. In der Länderkampfwertung gab es zwar eine andere Reihenfolge als bei den Männern. Doch auch hier lagen die bundesdeutschen Sportlerinnen am Ende mit 51 Punkten vorn. 37 Punkte reichten für Bulgarien zum zweiten Platz. Ungarn platzierte sich mit 31 Punkten auf Rang drei vor Großbritannien (29 Punkte). Gastgeber Italien landete mit zwanzig Punkten auf dem fünften und letzten Platz.

## Leichtathletik-Länderkampf der Männer gegen Großbritannien, die Sowjetunion und die USA
Der dritte Länderkampf war der erste Vergleich mit dem allgemeinen leichtathletischen Programm. Es war ein Vierländervergleich, in dem die bundesdeutschen Männer mit Großbritannien, der Sowjetunion und den USA auf hochkarätige Gegner trafen. Austragungsort am 23./24. Juni war die britische Stadt Birmingham.
Gegen Großbritannien lautete die Bilanz in Zweiländerkämpfen elf zu zwei für die Bundesrepublik, das letzte Aufeinandertreffen lag schon einige Jahre zurück und hatte 1977 in London mit einem britischen Sieg geendet.
Mit der Sowjetunion hatten Deutschlands Leichtathleten neun Vergleiche ausgetragen. Außer der ersten Begegnung 1958 in Augsburg hatte die UdSSR alle Bdgegnungen in den Länderkämpfen mit dem allgemeinen Leichtathletikprogramm für sich entschieden, zuletzt 1978 in Dortmund.
Die Bilanz gegen die USA als weltstärkste Leichtathletiknation war noch schlechter. Alle zwölf vorangegangenen Länderkämpfe hatten mit deutschen Niederlagen geendet, zuletzt 1985 in Bremen.
Das Aufeinandertreffen der vier Länder in Birmingham endete mit einem standesgemäßen Sieg der US-Amerikaner, die auf 216 Punkte kamen. Nicht ganz unerwartet war der zweite Rang der Briten mit 191 Punkten, die auch später in der Saison beim Europacup als Sieger triumphieren sollten. Die Sowjetunion – im August Dritter beim Europacup – platzierte sich mit 172 Punkten als Dritter noch vor den bundesdeutschen Vertretern, die mit 152 Punkten wie erwartet Vierte und Letzte wurden.
Auch die Frauen trugen an denselben beiden Tagen am selben Ort einen Vierländerkampf aus.

## Leichtathletik-Länderkampf der Frauen gegen Großbritannien, die Sowjetunion und die USA
Parallel zu den Männern fand als vierter Saisonvergleich das Aufeinandertreffen der bundesdeutschen Frauen mit Großbritannien, der Sowjetunion und den USA am 23./24. Juni in Birmingham statt.
Mit Großbritannien hatten die bundesdeutschen Frauen zuvor vierzehn Vergleiche in Zweiländerkämpfen ausgetragen, die Bilanz lautete sieben zu sieben Die letzte Begegnung, an der auch Rumänien in getrennter Wertung teilgenommen hatte, war 1980 in Stuttgart an Großbritannien gegangen.
Die Bilanz der bundesdeutschen Frauen gegen die Sowjetunion war wie bei den Männern negativ und lautete zwei zu sieben. Zuletzt hatte es dieses Aufeinandertreffen in einem Zweiländerkampf 1978 in Dortmund gegeben und hatte mit einer bundesdeutschen Niederlage geendet.
Sieben der früheren Vergleiche gegen die USA hatten die deutschen Leichtathletinnen gewonnen und nur drei verloren. Zuletzt hatte es 1985 in Bremen allerdings einen US-amerikanischen Erfolg gegeben.
Die Begegnung hier in Birmingham endete mit einem erwartungsgemäßen Sieg der sowjetischen Frauen, die auf 170 Punkte kamen. Rang zwei ging mit 160 Punkten an die USA, was ebenfalls keine Überraschung war. Die Reihenfolge dahinter lautete wie im Aufeinandertreffen der Männer Großbritannien mit 119 Punkten auf Platz drei und die Bundesrepublik Deutschland zehn Punkte dahinter auf dem vierten und letzten Platz.

## Geher-Länderkampf der Männer gegen Frankreich, die DDR, Großbritannien, Italien, Schweden und Spanien
Der fünfte Saisonvergleich bestand in einem Siebenländerkampf der Geher. Nur einen Tag nach dem Vierländervergleich von Birmingham wurde diese Begegnung am 25. Juni mit Frankreich, der Bundesrepublik Deutschland, der DDR, Großbritannien, Italien, Schweden und Spanien ausgetragen. Gastgeber war die im französischen Nordwesten gelegene Stadt Laval im Département Mayenne. Einen Vergleich unter sieben Ländern hatte es mit deutscher Beteiligung zuvor noch nicht gegeben. Die eigentlich starken Geher aus der DDR traten in reduzierter Anzahl und nicht in Bestbesetzung an, entsprechend war das Ergebnis. Die favorisierten Spanier lagen in der Endabrechnung mit 102 Punkten ganz vorn. Gastgeber Frankreich wurde mit 96 Punkten Zweiter vor Italien (86 Punkte). Die Bundesrepublik hielt sich mit 61 Punkten als Vierter noch gut. Großbritannien (45 Punkte) und Schweden (38 Punkte) belegten dahinter die Ränge fünf und sechs. Die DDR bildete mit siebzehn Punkten das Schlusslicht.
Auch die Geherinnen dieser sieben Länder veranstalteten parallel am selben Ort einen eigenen Länderkampf.

## Geher-Länderkampf der Frauen gegen Frankreich, die DDR, Großbritannien, Italien, Schweden und Spanien
Den sechsten Länderkampf des Jahres 1989 bestritten die bundesdeutschen Geherinnen parallel mit ihren männlichen Kollegen am 25. Juni in Laval ebenfalls gegen Frankreich, die DDR, Großbritannien, Italien, Schweden und Spanien. Auch für die Frauen war es das erste Aufeinandertreffen unter sieben Teams von Geherinnen. Die DDR trat wie im Männerwettbewerb mit einer reduzierten Besetzung an, was sich jedoch im Ergebnis nicht so negativ niederschlug wie bei den Männern, weil die beiden DDR-Teilnehmerinnen sich weiter vorn platzierten. Mit 56 Punkten siegten die Vertreterinnen Italiens vor den Athletinnen aus Spanien, die auf 46 Punkte kamen. Platz drei belegte Schweden mit 42 Punkten vor der DDR mit 32 Punkten. Dahinter platzierten sich Gastgeber Frankreich als Fünfter (26 Punkte) und Großbritannien als Sechster (fünfzehn Punkte). Den bundesdeutschen Teilnehmerinnen blieb mit vierzehn Punkten nur der siebte und letzte Platz.

## Springer-/Werfer-Länderkampf der Frauen gegen Großbritannien
Der siebte Vergleich des Jahres 1989 war ein Wettkampf für die leichtathletischen Teilbereiche Sprung und Wurf. Am 28. Juni traten dazu die bundesdeutschen Frauen in London gegen Großbritannien an. Die Männer waren hier nicht beteiligt, die Begegnung blieb den Frauen vorbehalten. Im Vorjahr hatte es ein ähnliches Aufeinandertreffen gegeben, an dem darüber hinaus auch der Hürdenlauf mit einbezogen war. Dieses Aufeinandertreffen hatte in Birmingham mit einem Remis geendet. In London kam es für die in Zweitbesetzung angetretenen bundesdeutschen Athletinnen mit 24 zu 31 Punkten zu ihrer dritten und letzten Niederlage in diesem Jahr.

## Läufer-Länderkampf der Männer gegen Kenia
Im Ländervergleich mit den Disziplinen Sprung/Wurf in London waren die Männer nicht dabei, sie trugen einen Monat später als Länderkampf Nummer acht der laufenden Saison eine Begegnung des Teilbereichs Lauf gegen Kenia aus. Das Aufeinandertreffen fand am 30. Juli in der im Münsterland gelegenen Stadt Rhede statt. Das bundesdeutsche Team trat nicht in Bestbesetzung an, einige Spitzensportler waren allerdings dabei. Es gab ein knappes Ergebnis, die bundesdeutschen Läufer setzten sich am Ende mit 105 zu 98 Punkten durch.

## U23-Leichtathletik-Länderkampf der Männer gegen Frankreich und Spanien
In den vergangenen Jahren hatte es immer wieder Länderkämpfe gegeben, die zur Förderung des Nachwuchses konzipiert waren. Die dabei festgelegten Altersgruppen waren unterschiedlich, im vergangenen Jahr waren Athleten aus dem Bereich U23 zugelassen, davor waren Veranstaltungen für U22-Athleten ausgeschrieben.
Im neunten Saisonvergleich kam es zu einer U23-Begegnung der Männer zwischen Frankreich, der Bundesrepublik Deutschland und Spanien. Austragungsort war am 26. August die an der Côte d’Azur gelegene Stadt Nizza. Es siegten die Nachwuchssportler aus Frankreich, die auf 191 Punkte kamen. Deutlich dahinter belegten die bundesdeutschen Leichtathleten mit 149 Punkten den zweiten Platz. Spanien wurde mit 103 Punkten Dritter.
Auch die weiblichen Nachwuchsathletinnen bestritten parallel am selben Ort einen Länderkampf gegen dieselben Länder.

## U23-Leichtathletik-Länderkampf der Frauen gegen Frankreich und Spanien
Als zehnter Länderkampf des Jahres wurde gemeinsam mit den Männern am 20. August in Nizza ein Vergleich der U23-Sportlerinnen zwischen Frankreich, der Bundesrepublik Deutschland und Spanien ausgetragen. Im Ergebnis tauschten die Bundesrepublik und Frankreich gegenüber dem Aufeinandertreffen der Männer die Plätze. Das bundesdeutsche Team gewann mit 137 Punkten. Deutlich zurück kam Frankreich mit 113 Punkten auf Rang zwei. Weitere 33 Punkte dahinter belegte Spanien den dritten Platz.

## Straßenlauf-Länderkampf der Männer gegen Frankreich, die Niederlande und die Schweiz
Als elfter Länderkampf des Jahres wurde am 9. September die traditionelle Begegnung der bundesdeutschen Straßenläufer mit der Schweiz, Frankreich und den Niederlanden ausgetragen. Gastgeber war diesmal  die Schweizer Stadt Grenchen im Kanton Solothurn. Begonnen hatte diese Vergleichsserie mit den drei Ländern Schweiz, Bundesrepublik Deutschland und Niederlande. Zwischenzeitlich war sie erweitert worden durch die Teilnahme weiterer Nationen, die dann wieder wegfielen. 1982 kam als Teilnehmer noch Frankreich hinzu. Insgesamt dreizehn bundesdeutsche Siege hatte es gegeben. Vier Mal hatte sich die Schweiz durchgesetzt, einen Erfolg hatten die Niederländer zu verzeichnen. Vier Mal hatten die dann nicht mehr beteiligten Italiener gewonnen. Die Begegnungen der Jahre 1985 bis 1987 hatte Frankreich für sich entschieden. 1988 hatten sich noch einmal die Niederländer durchgesetzt. In diesem Jahr lag Frankreich in 5:10:18 h wieder vorn. Etwas mehr als zwei Minuten dahinter verbesserte sich die Bundesrepublik Deutschland als Zweiter gegenüber dem Vorjahr um einen Rang. Exakt eine weitere Minute zurück belegte die Schweiz Rang drei vor den im Vorjahr siegreichen Niederländern, die weitere knapp zwei Minuten Rückstand hatten.
Auch die Frauen veranstalten am selben Tag und selben Ort einen Straßenlauf-Länderkampf.

## Straßenlauf-Länderkampf der Frauen gegen Frankreich, die Niederlande und die Schweiz
Der zwölfte und letzte Saisonvergleich blieb diesmal den Straßenläuferinnen vorbehalten, die parallel zu ihren männlichen Kollegen am 9. September in Grenchen ebenfalls gegen die Schweiz, Frankreich und die Niederlande antraten. Die Begegnung wurde nun zum sechsten Mal ausgetragen, vorübergehend waren auch Italien und Belgien Teilnehmerländer. Je einen Sieg hatten Italien und die Bundesrepublik Deutschland erzielt, in den letzten drei Austragungen hatte Frankreich vorne gelegen. In Grenchen setzten sich die bundesdeutschen Läuferinnen in 2:36:19 h zum zweiten Mal in dieser Laufserie durch. Mit siebzehn Sekunden Vorsprung verwiesen sie die zuletzt siegreichen Französinnen auf den zweiten Platz. Weitere vierzig Sekunden dahinter wurden die Niederländerinnen Dritte. Die Vertreterinnen aus der Schweiz belegten eine weitere gute Minute zurück den vierten Platz.